# Julie Legoupil
Julie Legoupil, née le 27 décembre 1984 à Caen (Calvados), est une joueuse française de basket-ball.

## Biographie
Formée à Mondeville, elle transite une saison par Ouistreham en NF2 avant d’atterrir à Lyon en 2007. Elle y connaît l'accession en NF1 puis en LFB en 2012. En 2012-2013, ses statistiques à Toulouse sont 7,5 points à 33,8 % d'adresse, 3,0 rebonds, 2,0 passes et 1,3 interception pour 6,0 d’évaluation en 26 matchs de LFB. L'été suivant, elle signe pour Charnay en Ligue 2, où elle retrouve les anciennes lyonnaises Charlotte Ducos et Géraldine Bertal.

## Clubs
| Saisons   | Équipe                       | Pays   |
| 1999-2006 | USO Mondeville               | France |
| 2006-2007 | Ouistreham                   | France |
| 2007-2012 | Union Lyon Basket Féminin    | France |
| 2012-2013 | Toulouse Métropole Basket    | France |
| 2013-     | Charnay Basket Bourgogne Sud | France |

## Palmarès
- Médaillée d’argent à l’Euro Espoirs en 2004
- Vainqueur du Trophée Coupe de France en 2007 et 2009
- Championne de France NF2 en 2009
- Vainqueur du Trophée de l’Avenir en 2002
- Championne de France Cadettes en 2001
- Vainqueur de la Coupe de France Cadettes en 2001